# آشوبگران
آشوبگران فیلمی به کارگردانی محمدرضا اعلامی و نویسندگی علی اصغر امینی محصول سال ۱۳۷۷ است.

## بازیگران
- ارباز علیخان
- جمشید جهان زاده
- بهزاد خداویسی
- کریشما رای
- امیرخان
- امیرحسین شریفی
- بیوک میرزایی